# Frăsiniș
Frăsiniș románul: Frăsiniș, falu Romániában, a Bánságban, Krassó-Szörény megyében.

## Fekvése
Szikesfalu (Sicheviţa) mellett fekvő település.

## Története
Frăsiniş korábban Szikesfalu (Sicheviţa) része volt. 1956-ban vált külön településsé 46 lakossal.
1966-ban 48, 1977-ben 75 román lakosa volt. Az 1992-es népszámláláskor 52 lakosából 50 román, 2002-ben pedig 33 román lakosa volt.